# ألبرت كيبيتشيي روب
ألبرت كيبيتشيي روب (بالإنجليزية: Albert Kibichii Rop) (مواليد 17 يوليو 1992) عداء مسافات طويلة بحريني الجنسية كيني المولد متخصص في سباق 5000 متر. في يوليو 2013 خلال لقاء موناكو حطم الرقم القياسي الآسيوي في سباق 5000 متر بتسجيله زمن قدره 12:51.96 دقيقة.

## الإنجازات المهمة
| العام | البطولة                              | الملعب     | المركز | السباق   | الزمن          |
| ----- | ------------------------------------ | ---------- | ------ | -------- | -------------- |
| 2013  | البطولة العربية لألعاب القوى         | الدوحة     | 1      | 5000 متر | 13:52.54 دقيقة |
| 2014  | كأس العالم لألعاب القوى              | مراكش      | 4      | 5000 متر | 13:36.62 دقيقة |
| 2014  | دورة الألعاب الآسيوية                | إنتشون     | 3      | 5000 متر | 13:28.08 دقيقة |
| 2015  | البطولة العربية لألعاب القوى         | مدينة عيسى | 2      | 5000 متر | 13:18.55 دقيقة |
| 2015  | بطولة آسيا لألعاب القوى              | ووهان      | 2      | 5000 متر | 13:35.26 دقيقة |
| 2015  | بطولة العالم لألعاب القوى            | بكين       | 11     | 5000 متر | 14:00.12 دقيقة |
| 2016  | بطولة آسيا لألعاب القوى داخل الصالات | الدوحة     | 2      | 3000 متر | 7:40.27 دقيقة  |

## الأرقام الشخصية

### خارج الصالات
- 1500 متر – 3:45.7 (نيروبي 2013)
- 3000 متر – 7:35.53 (زغرب 2013)
- 5000 متر – 12:51.96 (موناكو 2013)

### داخل الصالات
- 3000 متر – 7:38.77 (غينت 2014)
- 5000 متر – 13:10.96 (دوسيلدورف 2012)

## روابط خارجية
- ألبرت كيبيتشيي روب على موقع الاتحاد الدولي لألعاب القوى (الإنجليزية)
- ألبرت كيبيتشيي روب على موقع الدوري الماسي (الإنجليزية)
- ألبرت كيبيتشيي روب على موقع أوليمبيديا (الإنجليزية)